# Casually Dressed & Deep in Conversation: Live and in Full at Shepherds Bush Empire
Casually Dressed & Deep in Conversation: Live and in Full at Shepherds Bush Empire è un DVD live pubblicato dai Funeral for a Friend il 10 aprile 2012, anche se l'annuncio della sua pubblicazione era stato dato sin dal 1º gennaio del 2011. Contiene la registrazione dell'ultimo concerto della band con il chitarrista storico Darran Smith, avvenuto il 23 luglio 2010 presso lo Shepherds Bush Empire di Londra, in cui la band ha suonato per intero l'album di debutto Casually Dressed & Deep in Conversation più alcune altre canzoni nell'encore. Il DVD può essere visualizzato solo nella Regione 2 (Europa) a causa dei codici. Poco dopo la sua uscita, il DVD è andato esaurito perché le richieste hanno superato le aspettative della band, che non ha poi avuto tempo di riorganizzarsi per stampare ulteriori copie. Ad agosto 2013 tuttavia il gruppo ha annunciato che verrà ristampato il DVD per i fan che non erano riusciti ad acquistarlo al momento della sua uscita: il 24 novembre infatti il DVD viene rimesso a disposizione sullo store ufficiale della band.

## Tracce
1. Rookie of the Year
2. Bullet Theory
3. Juneau
4. Bend Your Arms to Look Like Wings
5. Escape Artists Never Die
6. Storytelling
7. Moments Forever Faded
8. She Drove Me to Daytime Television
9. Red Is the New Black
10. Your Revolution Is a Joke
11. Waking Up
12. Novella

Encore:
1. Into Oblivion (Reunion)
2. The Art of American Football (con Sean Smith)
3. Roses for the Dead
4. Wrench
5. Streetcar
6. You Want Romance?
7. History

## Artwork
La copertina richiama quella di Casually Dressed, anche se manca lo sfondo ed in primo piano le figure dei due personaggi velati sono dipinte. In basso troviamo nome della band e titolo in bianco, scritti tutto in minuscolo.

## Formazione
- Matthew Davies-Kreye - voce
- Kris Coombs-Roberts - chitarra
- Darran Smith - chitarra
- Gavin Burrough - basso
- Ryan Richards - batteria, voce di fondo